# خانه ۱۰۰۰ جسد
خانه ۱۰۰۰ جسد (انگلیسی: House of 1000 Corpses) فیلمی در ژانر ترسناک به کارگردانی راب زامبی است که در سال ۲۰۰۳ منتشر شد. داستان این فیلم در تاریخ ۳۰ اکتبر ۱۹۷۷ اتفاق می‌افتد.

## بازیگران
- سید هیگ - کاپیتان اسپالدینگ
- ویلیام بسیت - کاپیتان فرانک هیوستون
- بیل مسلی - اوتیس
- شری مون زامبی - بیبی
- کرن بلک - مادر فایرفلای
- ارین دنیلز - دنیس ویلیس
- کریس هاردویک - جری گلدامیت
- رین ویلسون - بیل هادلی
- والتون گاگینز - استیو نیش
- هریسون یونگ - دان ویلیس
- تام تولس - جرج وایدل

## فیلمبرداری
این فیلم در سال ۲۰۰۰ فیلمبرداری شد و تا سال ۲۰۰۳ اکران نشد.

## تولید
این فیلم اولین کارگردانی راب زامبی می‌باشد.

## درجه‌بندی
امتیاز درجه‌بندی این فیلم "NC-17" بود اما به درجه "R" کاهش یافت که به دلیل بریدن صحنه‌هایی از فیلم بود که هرگز منتشر نشد. همچنین یونیورسال پیکچرز (کمپانی اصلی تولید فیلم) از اکران این فیلم امتناع ورزید و معتقد بود که از طرف "MPAA" به این فیلم امتیاز "NC-17" داده شده‌است.

## پخش
در فیلم می‌بینیم که مردی اخبار مربوط به گمشده‌ها را می‌خواند، که در واقع او بیل موزلی است. اگر با دقت گوش کنید، صدا و روش صحبت کردن او را تشخیص خواهید داد. و نیز در صحنه خاکسپاری در اواخر فیلم که تابوت‌ها را با یک ضبط صوت به داخل زمین می‌فرستند، یک صدای ضبط شده‌است که از یک کلیپ گرفته شده‌است که در آن آلیستر کراولی تکرار می‌کند «مرا در گور بی نامی دفن کن» که در واقع خط ابتدایی شعر او است و در سال ۱۹۲۰ ضبط شده‌است. و در صحنه ای دیگر در حالی که بیل و کودک ماشین را ترک می‌کنند و به خانه می‌روند، یک کلیپ از یک فیلم پخش می‌شود، که در واقع فیلم «خانه تاریک قدیمی» محصول ۱۹۳۲ می‌باشد.